# 花王フィールドマーケティング
花王フィールドマーケティング株式会社（かおうフィールドマーケティング、英語：Kao field marketing Corporation）は、家庭用や業務用の洗剤、化粧品、トイレタリーを中心とする大手化学メーカー花王の関連会社である。主に、花王の製品の店頭支援業務サービスを行なう会社である。社長は近藤壮太郞である（2015年1月1日現在）。

## 略歴
- 2003年1月1日 - アールジェイエス株式会社から花王マーチャンダイジングサービス株式会社に社名変更。
- 2011年1月1日 - 花王マーチャンダイジングサービス株式会社から花王フィールドマーケティング株式会社に社名変更。